# Sönam Tsemo
Sönam Tsemo (Sakya, 1142 - 1182) hoort tot de Vijf Eerwaardige Meesters die de sakyatraditie in het Tibetaans boeddhisme tot bloei brachten.
Sönam Tsemo was een zoon van de eerste Eerwaardige Meester, Sachen Künga Nyingpo, en een leerling van zijn vader tot diens dood in 1147. Hij maakte een studiereis van meerdere jaren langs meesters uit de oude kadamschool en leerde in het bijzonder logica en de hoogste transcendente wijsheid (Prajnaparamita). Na zijn terugkeer volgde hij zijn vader op als vierde sakya trizin, van 1159 tot 1171.